# باندد لوتش
باندد لوتش أو السمكة المطوقة (بالإنجليزية: Banded loach)‏ هي سمكة زينة من فصيلة البارب، موطنها تايلاند وسنغافورة. السمكة مسالمة وتعيش في قاع الحوض، لكنها تحب أن يكون لها مناطق نفوذ لها في الأحواض وتطرد أي سمكة من نفس نوعها من منطقتها بإصدار أصوات تسمع بالأذن من على بعد أمتار تحب الاختباء وسط الزرع وهي صعبة التفريخ في الأحواض، وأيضًا لم يمكن التعرف على الجنس فيها.